# U-Bahnhof Hustadt
Der U-Bahnhof Hustadt ist eine oberirdische Stadtbahn-Endhaltestelle der U 35 der Stadtbahn Bochum als Teil der Stadtbahn Rhein-Ruhr. Er befindet sich an der Schattbachstraße westlich des Ortsteils Hustadt im Stadtteil Querenburg. 
Sie ist seit dem 3. November 1972 in Betrieb. Die Haltestelle wurde zunächst von der Linie 5 bedient, ab 1980 von der Linie 305, ab 1989 von der 306 und seit 1993 von der U 35. Sie verfügt über einen Mittelbahnsteig. Der Bahnsteig ist über eine Treppe, eine Rolltreppe und einen Fahrstuhl erschlossen. Die beiden Gleise sind normalspurig. Auf der Westseite des Bahnsteiges besteht als Ersatz für die nicht existierende Kehranlage eine doppelte Gleisverbindung in Form eines Weichentrapezes. Die Haltestelle befindet sich in fußläufiger Nähe der Ruhr-Universität Bochum, Hochschule Bochum und des Gewerbegebiets Technologie-Quartier.

## Brückenbauwerk und Fortführung

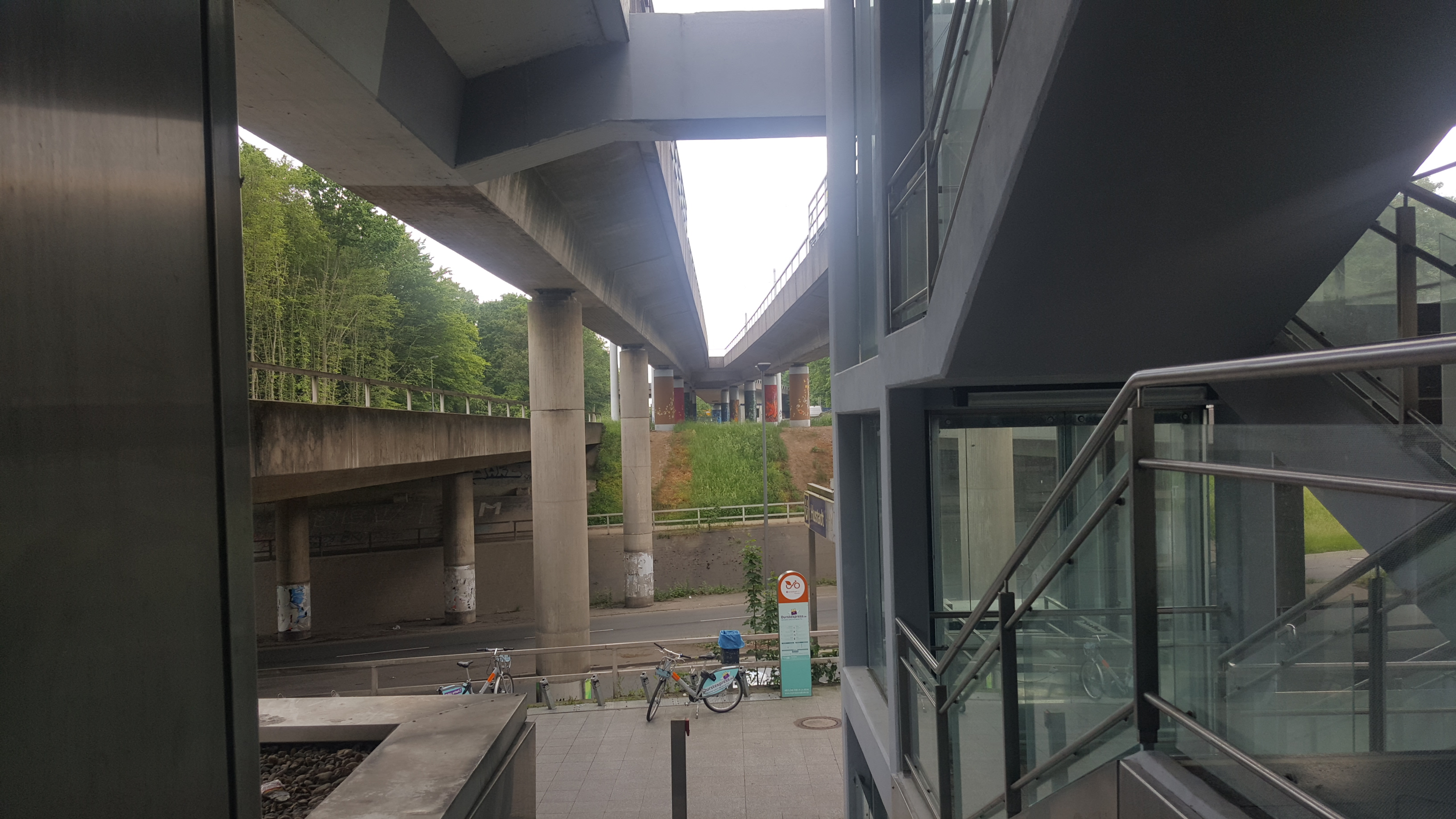
Brückenbau für die Fortsetzung, ungenutzt, 2021

Die an die Haltestelle anschließende, etwa 250 Meter lange, bis heute ungenutzte Brücke für die Bahnstrecke überquert die Schattbachstraße, führt über eine Spur der Universitätsstraße und eine Auffahrt von der Schattbachstraße in Richtung A 43. Sie entstand 1971 und ist eine Bauvorleistung. Es handelt sich um eine Säulenbrücke.
Eine Verlängerung der U 35 nach Langendreer oder über den Kalwes bis zum Kemnader Stausee oder nur bis zur Hochschule Bochum war immer wieder im Gespräch im Rat der Stadt Bochum. Dabei wäre eine Weiterführung der Trasse entlang der Universitätsstraße in Frage gekommen oder eine Querung der Bochumer Landschaftsschutzgebiete „Auf dem Kalwes, Oelbach in Bochum-Süd“ und „Kalwes, Klosterbusch, Der Grimberg in Bochum-Süd.“ 
Volker Steude, Mitglied der Die Stadtgestalter, monierte im Februar 2017, dass die Bogestra und Verwaltung die Nutzen-Kosten-Analyse um Verlängerung der U 35 für 97 Mio. frisiert hatten. Ohne Fördermittel hätte die Stadt die Investitionskosten einschließlich P+R und Betriebshof in voller Höhe alleine aufbringen müssen, wozu sie nicht in der Lage war. Das Projekt wurde daraufhin aufgegeben. Im April 2017 hieß es, die Brücke solle abgerissen werden. Mit Stand 2021 ist die Brücke erhalten.

## Bedienung
Der U-Bahnhof wird durch die Linie U 35 der Stadtbahn Bochum bedient.
| Linie | Linienverlauf | Takt                      |
| ----- | --- | ------------------------- |
| U 35  | U Herne, Schloß Strünkede1 – U Herne Bf – U Herne Mitte – U Archäologie-Museum/Kreuzkirche – U Hölkeskampring – U Herne, Berninghausstraße – U Bochum, Rensingstraße – U Riemke Markt2 – U Zeche Constantin – U Feldsieper Straße – U Deutsches Bergbau-Museum – U Bochum Rathaus (Nord) – U Bochum Hbf – U Oskar-Hoffmann-Straße – U Waldring – Wasserstraße – Brenscheder Straße – Markstraße – Gesundheitscampus – Ruhr-Universität – Lennershof BO – Bochum Hustadt (TQ)3 Die Linie U 35 heißt auch „CampusLinie“ | 10 min (1–2) 05 min (2–3) |

Die Buslinien 344 und 346 halten an der Haltestelle Hustadt. Auch die NachtExpress (NE) Linien 7 und 8 halten dort. Alle Linien werden von der Bogestra betrieben.
| Linie | Verlauf | Takt (Mo–Fr) |
| ----- | --- | ------------ |
| 344   | BO-Wattenscheid Freiheitstr. – August-Bebel-Platz – Wattenscheid Bf – Höntrop Kirche – WAT-Höntrop – Eppendorf – BO-Weitmar – Querenburg, Ruhr-Universität – Querenburg, Hustadt – Hochschule Bochum       | 30 min       |
| 346   | BO-Wattenscheid Freiheitstr. – August-Bebel-Platz – Höntrop Kirche – WAT-Höntrop – Eppendorf In der Mark – Munscheid – BO-Weitmar – Querenburg, Ruhr-Universität – Querenburg, Hustadt – Hochschule Bochum | 30 min       |
| NE7   | Bochum Hbf – Steinkuhl – Querenburg – Ruhr-Universität – Hustadt – Weitmar – Wiemelhausen – Bochum Hbf | 60 min       |
| NE8   | Bochum Hbf – Wiemelhausen – Weitmar – Hustadt – Querenburg – Ruhr-Universität – Steinkuhl – Bochum Hbf | 60 min       |